# Campeonato Mundial de Balonmano Masculino Juvenil de 2009
El III Campeonato Mundial de Balonmano Masculino Juvenil se celebró en Túnez entre el 20 de julio y el 31 de julio de 2009 bajo la organización de la Federación Internacional de Balonmano (IHF) y la Federación Tunecina de Balonmano.

## Sedes
| Ciudad   | Instalación         | Capacidad |
| -------- | ------------------- | --------- |
| Tunis    | Palacio de Deportes |           |
| Hammamet | Hammamet Hall       |           |
| Nabeul   | Nabeul Hall         |           |

## Grupos
| Grupo A   | Grupo B     | Grupo C   | Grupo D   |
| --------- | ----------- | --------- | --------- |
| Alemania  | Suecia      | Dinamarca | Argentina |
| Egipto    | Islandia    | Túnez     | Croacia   |
| Catar     | Brasil      | Kuwait    | Libia     |
| Noruega   | Puerto Rico | Argelia   | España    |
| Marruecos | Francia     | Irán      | Venezuela |

## Ronda Previa
Los dos primeros clasificados de cada grupo alcanzan los cuartos de final. Los equipos restantes juegan entre sí por los puestos 9 a 20.

### Grupo A
| Equipo    | J | G | E | P | GF  | GC  | DG  | PTS |
| --------- | - | - | - | - | --- | --- | --- | --- |
| Noruega   | 4 | 4 | 0 | 0 | 139 | 95  | +44 | 8   |
| Alemania  | 4 | 3 | 0 | 1 | 126 | 90  | +36 | 6   |
| Egipto    | 4 | 2 | 0 | 2 | 132 | 107 | +25 | 4   |
| Catar     | 4 | 1 | 0 | 3 | 109 | 115 | -6  | 2   |
| Marruecos | 4 | 0 | 0 | 4 | 56  | 155 | -99 | 0   |

- Resultados

| Partido   | Partido | Partido   | Resultado |
| --------- | ------- | --------- | --------- |
| Egipto    | -       | Noruega   | 31-36     |
| Catar     | -       | Marruecos | 41-15     |
| Alemania  | -       | Noruega   | 26-30     |
| Marruecos | -       | Egipto    | 17-38     |
| Catar     | -       | Alemania  | 18-32     |
| Egipto    | -       | Catar     | 34-23     |
| Noruega   | -       | Marruecos | 39-11     |
| Marruecos | -       | Alemania  | 13-37     |
| Alemania  | -       | Egipto    | 31-29     |
| Noruega   | -       | Catar     | 34-27     |

### Grupo B
| Equipo      | J | G | E | P | GF  | GC  | DG  | PTS |
| ----------- | - | - | - | - | --- | --- | --- | --- |
| Suecia      | 4 | 4 | 0 | 0 | 149 | 105 | +44 | 8   |
| Islandia    | 4 | 3 | 0 | 1 | 142 | 122 | +20 | 6   |
| Francia     | 4 | 2 | 0 | 2 | 113 | 98  | +15 | 4   |
| Brasil      | 4 | 1 | 0 | 3 | 119 | 126 | -7  | 2   |
| Puerto Rico | 4 | 0 | 0 | 4 | 78  | 150 | -72 | 0   |

- Resultados

| Partido     | Partido | Partido     | Resultado |
| ----------- | ------- | ----------- | --------- |
| Islandia    | -       | Puerto Rico | 35-23     |
| Brasil      | -       | Francia     | 26-33     |
| Suecia      | -       | Puerto Rico | 49-12     |
| Francia     | -       | Islandia    | 24-29     |
| Brasil      | -       | Suecia      | 27-30     |
| Islandia    | -       | Brasil      | 37-31     |
| Puerto Rico | -       | Francia     | 17-31     |
| Francia     | -       | Suecia      | 25-26     |
| Suecia      | -       | Islandia    | 44-41     |
| Puerto Rico | -       | Brasil      | 26-35     |

### Grupo C
| Equipo    | J | G | E | P | GF  | GC  | DG  | PTS |
| --------- | - | - | - | - | --- | --- | --- | --- |
| Túnez     | 4 | 3 | 1 | 0 | 121 | 97  | +24 | 8   |
| Dinamarca | 4 | 3 | 0 | 1 | 116 | 100 | +16 | 6   |
| Irán      | 4 | 1 | 1 | 2 | 127 | 131 | -4  | 3   |
| Argelia   | 4 | 1 | 1 | 2 | 98  | 107 | -9  | 3   |
| Kuwait    | 4 | 0 | 0 | 4 | 109 | 136 | -27 | 0   |

- Resultados

| Partido   | Partido | Partido   | Resultado |
| --------- | ------- | --------- | --------- |
| Kuwait    | -       | Irán      | 32-37     |
| Túnez     | -       | Argelia   | 26-14     |
| Dinamarca | -       | Argelia   | 23-19     |
| Irán      | -       | Túnez     | 30-35     |
| Kuwait    | -       | Dinamarca | 23-32     |
| Túnez     | -       | Kuwait    | 32-26     |
| Argelia   | -       | Irán      | 30-30     |
| Irán      | -       | Dinamarca | 30-34     |
| Argelia   | -       | Kuwait    | 35-28     |
| Dinamarca | -       | Túnez     | 27-28     |

### Grupo D
| Equipo    | J | G | E | P | GF  | GC  | DG  | PTS |
| --------- | - | - | - | - | --- | --- | --- | --- |
| Croacia   | 4 | 4 | 0 | 0 | 147 | 84  | +63 | 8   |
| España    | 4 | 3 | 0 | 1 | 120 | 57  | +63 | 6   |
| Argentina | 4 | 2 | 0 | 2 | 100 | 114 | -14 | 4   |
| Libia     | 4 | 1 | 0 | 3 | 89  | 129 | -40 | 2   |
| Venezuela | 4 | 0 | 0 | 4 | 81  | 153 | -72 | 0   |

- Resultados

| Partido   | Partido | Partido   | Resultado |
| --------- | ------- | --------- | --------- |
| Croacia   | -       | España    | 24-20     |
| Libia     | -       | Venezuela | 38-29     |
| Argentina | -       | España    | 8-28      |
| Venezuela | -       | Croacia   | 17-38     |
| Libia     | -       | Argentina | 20-28     |
| Croacia   | -       | Libia     | 42-18     |
| España    | -       | Venezuela | 42-12     |
| Venezuela | -       | Argentina | 23-35     |
| Argentina | -       | Croacia   | 29-43     |
| España    | -       | Libia     | 30-13     |

## Rondas de Emplazamiento

### 17º al 20º
|  | Semifinales 17º al 20º | Semifinales 17º al 20º |    |           | 17º         | 17º |  |
|  |                        |                        |    |           |             |     |  |
|  |                        |                        |    |           |             |     |  |
|  |                        |                        |    |           |             |     |  |
|  | Marruecos              | 33                     |    |           |             |     |  |
|  | Puerto Rico            | 34                     |    |           |             |     |  |
|  |                        |                        |    |           |             |     |  |
|  |                        |                        |    |           |             |     |  |
|  |                        |                        |    |           | Puerto Rico | 31  |  |
|  |                        | Venezuela              | 25 |           |             |     |  |
|  |                        |                        |    |           |             |     |  |
|  |                        |                        |    |           |             |     |  |
|  |                        |                        |    |           | 19º         |     |  |
|  |                        |                        |    |           |             |     |  |
|  | Kuwait                 | 31                     |    | Marruecos | 22          |     |  |
|  | Venezuela              | 34                     |    |           | Venezuela   | 31  |  |

### 13º al 16º
|  | Semifinales 13º al 16º | Semifinales 13º al 16º |    |        | 13º   | 13º |  |
|  |                        |                        |    |        |       |     |  |
|  |                        |                        |    |        |       |     |  |
|  |                        |                        |    |        |       |     |  |
|  | Catar                  | 33                     |    |        |       |     |  |
|  | Brasil                 | 29                     |    |        |       |     |  |
|  |                        |                        |    |        |       |     |  |
|  |                        |                        |    |        |       |     |  |
|  |                        |                        |    |        | Catar | 27  |  |
|  |                        | Argelia                | 26 |        |       |     |  |
|  |                        |                        |    |        |       |     |  |
|  |                        |                        |    |        |       |     |  |
|  |                        |                        |    |        | 15º   |     |  |
|  |                        |                        |    |        |       |     |  |
|  | Argelia                | 31                     |    | Brasil | 34    |     |  |
|  | Libia                  | 19                     |    |        | Libia | 15  |  |

### 9º al 12º
|  | Semifinales 9º al 12º | Semifinales 9º al 12º |    |        | 9º        | 9º |  |
|  |                       |                       |    |        |           |    |  |
|  |                       |                       |    |        |           |    |  |
|  |                       |                       |    |        |           |    |  |
|  | Egipto                | 27                    |    |        |           |    |  |
|  | Francia               | 33                    |    |        |           |    |  |
|  |                       |                       |    |        |           |    |  |
|  |                       |                       |    |        |           |    |  |
|  |                       |                       |    |        | Francia   | 35 |  |
|  |                       | Irán                  | 27 |        |           |    |  |
|  |                       |                       |    |        |           |    |  |
|  |                       |                       |    |        |           |    |  |
|  |                       |                       |    |        | 11º       |    |  |
|  |                       |                       |    |        |           |    |  |
|  | Irán                  | 30                    |    | Egipto | 29        |    |  |
|  | Argentina             | 26                    |    |        | Argentina | 32 |  |

## Ronda Principal
|  | Cuartos de final | Cuartos de final |         |          | Semifinales | Semifinales |  |          | Final | Final |  |
|  |                  |                  |         |          |             |             |  |          |       |       |  |
|  |                  |                  |         |          |             |             |  |          |       |       |  |
|  | Noruega          | 37               |         |          |             |             |  |          |       |       |  |
|  | Noruega          | 37               |         |          |             |             |  |          |       |       |  |
|  | Islandia         | 43               |         |          |             |             |  |          |       |       |  |
|  | Islandia         | 43               |         | Islandia | 33          |             |  |          |       |       |  |
|  |                  |                  |         | Islandia | 33          |             |  |          |       |       |  |
|  |                  |                  | Túnez   | 31       |             |             |  |          |       |       |  |
|  | España           | 19               | Túnez   | 31       |             |             |  |          |       |       |  |
|  | España           | 19               |         |          |             |             |  |          |       |       |  |
|  | Túnez            | 26               |         |          |             |             |  |          |       |       |  |
|  | Túnez            | 26               |         |          |             |             |  | Islandia | 35    |       |  |
|  |                  |                  |         |          |             |             |  | Islandia | 35    |       |  |
|  |                  |                  | Croacia | 40       |             |             |  |          |       |       |  |
|  | Suecia           | 31               | Croacia | 40       |             |             |  |          |       |       |  |
|  | Suecia           | 31               |         |          |             |             |  |          |       |       |  |
|  | Alemania         | 26               |         |          |             |             |  |          |       |       |  |
|  | Alemania         | 26               |         | Suecia   | 25          |             |  |          |       |       |  |
|  |                  |                  |         | Suecia   | 25          |             |  |          |       |       |  |
|  |                  |                  | Croacia | 28       |             |             |  |          |       |       |  |
|  | Dinamarca        | 24               | Croacia | 28       |             |             |  |          |       |       |  |
|  | Dinamarca        | 24               |         |          |             |             |  |          |       |       |  |
|  | Croacia          | 29               |         |          |             |             |  |          |       |       |  |
|  | Croacia          | 29               |         |          |             |             |  |          |       |       |  |
|  |                  |                  |         |          |             |             |  |          |       |       |  |

### 3º
| Partido | Partido | Partido | Resultado |
| ------- | ------- | ------- | --------- |
| Túnez   | -       | Suecia  | 27-30     |

|  | Semifinales 5º al 8º | Semifinales 5º al 8º |    |         | 5º       | 5º |  |
|  |                      |                      |    |         |          |    |  |
|  |                      |                      |    |         |          |    |  |
|  |                      |                      |    |         |          |    |  |
|  | Noruega              | 21                   |    |         |          |    |  |
|  | España               | 23                   |    |         |          |    |  |
|  |                      |                      |    |         |          |    |  |
|  |                      |                      |    |         |          |    |  |
|  |                      |                      |    |         | España   | 29 |  |
|  |                      | Dinamarca            | 30 |         |          |    |  |
|  |                      |                      |    |         |          |    |  |
|  |                      |                      |    |         |          |    |  |
|  |                      |                      |    |         | 7º       |    |  |
|  |                      |                      |    |         |          |    |  |
|  | Alemania             | 22                   |    | Noruega | 24       |    |  |
|  | Dinamarca            | 31                   |    |         | Alemania | 25 |  |

## Medallero
| | | |
| Croacia | Islandia | Suecia |
| 1. Alen Grd 2. Damir Vučko 4. Luka Sokolić 5. Krešimir Ledinski 6. Ivan Belfinger 7. Dario Černeka 8. Marino Marić 9. Vedran Hud 10. Robert Markotić 12. Ante Vukas 13. Krešimir Kozina 14. Luka Stepančić 16. Josip Pivac 17. Lovro Šprem 19. Nikola Špelić 20. Ivan Slišković | 1. Kristofer Gudmundsson 2. Porgrimur Olafsson 3. Benedikt Kristinsson 4. Aron Pálmarsson 5. Heimir Heimisson 6. Tjörvi Porgeirsson 7. Robert Aron Hostert 8. Halldor Gudjonsson 9. Gudmundur Olafsson 10. Stefan Sigurmannsson 12. Svavar Olafsson 13. Olafur Gudmundsson 14. Oddur Gretarsson 16. Arnor Stefansson 17. Orn Ingi Bjarkason 18. Ragnar Johannsson | 1. Leo Larsson 2. Iris Ganibegović 3. Mattias Zachrisson 4. Almir Suljević 5. Viktor Ottosson 6. Eric Forsell-Schefvert 7. Martin Adolfsson 8. Linus Arnesson 9. Oskar Ysander 10. Markus Olsson 11. Andreas Cederholm 12. Flamur Gerbeshi 13. Andreas Remnesjö-Arrman 14. Rickard Lönn 15. Mattias Thynell 16. Gustav Nord |
| Vladimir Canjuga | Einar Gudmundsson | Anders Lundin |

## Estadísticas

### Clasificación general
| 1. Croacia      |
| 2. Islandia     |
| 3. Suecia       |
| 4. Túnez        |
| 5. Dinamarca    |
| 6. España       |
| 7. Alemania     |
| 8. Noruega      |
| 9. Francia      |
| 10. Irán        |
| 11. Argentina   |
| 12. Egipto      |
| 13. Catar       |
| 14. Argelia     |
| 15. Brasil      |
| 16. Libia       |
| 17. Puerto Rico |
| 18. Venezuela   |
| 19. Kuwait      |
| 20. Marruecos   |

### Equipo All-Star
| Puesto | Nombre             | País     |
| ------ | ------------------ | -------- |
| POR    | Mohamed Sfar       | Túnez    |
| EI     | Ossama Boughanmi   | Túnez    |
| PV     | Marino Maric       | Croacia  |
| ED     | Mattias Zachrisson | Suecia   |
| LI     | Olafur Gudmundsson | Islandia |
| CE     | Vedran Hud         | Croacia  |
| LD     | Aron Palmarsson    | Islandia |

### MVP
| Puesto | Nombre       | País  |
| ------ | ------------ | ----- |
| POR    | Mohamed Sfar | Túnez |

### Máximos goleadores
| Posición | Jugador            | País      | Goles |
| -------- | ------------------ | --------- | ----- |
| 1°       | Sajad Esteki       | Irán      | 65    |
| 2°       | Mattias Zachrisson | Suecia    | 56    |
| 3°       | Olafur Gudmundsson | Islandia  | 48    |
| 4°       | Ossama Boughanmi   | Túnez     | 47    |
| 5°       | Vedran Hud         | Croacia   | 41    |
| 6°       | Viktor Ottosson    | Suecia    | 40    |
| 6°       | Juan Cantore       | Argentina | 40    |
| 8º       | Gudmundur Olafsson | Islandia  | 39    |
| 9º       | Magnus Bramming    | Dinamarca | 37    |
| 10º      | Marino MAric       | Croacia   | 35    |
| 10º      | Kader Rahim        | Argelia   | 45    |

### Mejores Porteros
| Posición | Jugador             | País      | Paradas | %    |
| -------- | ------------------- | --------- | ------- | ---- |
| 1°       | Rodrigo Corrales    | España    | 80      | 42,6 |
| 2°       | Mohamed Abidi       | Catar     | 70      | 33,3 |
| 3°       | Mohamed Sfar        | Túnez     | 66      | 35,3 |
| 4°       | Arnor Stefansson    | Islandia  | 64      | 28,3 |
| 5°       | Carlos Martínez     | Venezuela | 63      | 25,6 |
| 6°       | Kevin Bonnefoi      | Francia   | 60      | 42,0 |
| 7°       | Lucas Schamann      | Argentina | 59      | 31,9 |
| 8º       | Tor Christian Saebo | Noruega   | 58      | 32,4 |
| 9º       | Flamur Gerbeshi     | Suecia    | 51      | 33,3 |
| 10°      | Lofti Hammadi       | Argelia   | 47      | 34,3 |